# Antonio Nibali
Antonio Nibali (Messina, 23 settembre 1992) è un ex ciclista su strada italiano, professionista dal 2015 al 2023. 
È fratello minore di Vincenzo Nibali, suo compagno di squadra e capitano dal 2017 al 2022.

## Carriera
Cresciuto in formazioni toscane, passa professionista nel 2015 con la Nippo-Vini Fantini. Nel 2016, al secondo anno da professionista, si piazza settimo in una tappa del Tour of Japan e conclude undicesimo nella classifica finale della corsa. A fine stagione viene annunciato il suo passaggio alla Bahrain-Merida per il 2017; corre così, per la prima volta, nella stessa squadra del fratello Vincenzo.
Debutta in un grande giro alla Vuelta a España 2017 con il compito di aiutare il fratello nella lotta per la classifica generale. Nel 2018 debutta al Giro d'Italia come gregario di Domenico Pozzovivo; al seguente Österreich-Rundfahrt vince la sua prima gara da professionista, aggiudicandosi la settima tappa della corsa.
Nel 2019 partecipa al Giro d'Italia per la prima volta come gregario del fratello Vincenzo, cosa che ripete anche nell'edizione seguente in maglia Trek-Segafredo; nel 2021 corre nuovamente la Vuelta a España. Nel 2022 segue il fratello trasferendosi tra le file dell'Astana Qazaqstan Team. Conclude la carriera professionistica nel 2023.

## Palmarès

### Strada
- 2018 (Bahrain-Merida, una vittoria)

7ª tappa Österreich-Rundfahrt (Waidhofen an der Ybbs > Sonntagberg)

## Piazzamenti

### Grandi Giri
- Giro d'Italia

2018: 100º
2019: 76º
2020: 37º
- Vuelta a España

2017: 102º
2021: 108º

### Classiche monumento
- Parigi-Roubaix

2022: ritirato
- Liegi-Bastogne-Liegi

2019: 72º
- Giro di Lombardia

2017: ritirato
2018: ritirato
2019: ritirato